# Kościół Matki Bożej Wspomożycielki w Lublanie
Kościół Matki Bożej Wspomożycielki (słoweń. Cerkev Device Marije pomočnice, Križevniška cerkev) – dawny kościół  rzymskokatolicki  znajdujący się w Lublanie, obecnie część kompleksu kulturalnego Križanke.

## Historia
W 1268 na miejscu obecnego kościoła stał kościół wczesnogotycki należący do zakonu Krzyżaków. W 1700 Guido von Starhemberg polecił architektowi Domenico Martinelliemu opracowanie projektu zespołu budynków, gdzie pośrodku miał znajdować się kościół (model gipsowy kościoła znajduje się obecnie w Muzeum Miejskim w Lublanie). Prace rozbiórkowe gotyckiego kościoła zaplanowano na 1709, jednakże Domenico Martinelli wrócił wcześniej do Włoch (1705).  
Po zawarciu pokoju utrechckiego Guido von Starhemberg powrócił do Lublany. W 1714 zatrudnił kolejnego architekta Domenico Rossiego z Wenecji, który przerobił projekt Martinellego. Rossi zaprojektował na nowo fasadę kościoła na wzór weneckiego kościoła San Cassiano. Budowę nowej świątyni prowadził lublański architekt Carlo Martinuzzi i budowniczy Gregor Maček. Budowę ukończono w 1715 roku.
W 1949 cały kompleks klasztorny wraz z kościołem został znacjonalizowany. W latach 1952–1956 roku architekt Jože Plečnik o przekształcił klasztor wraz z kościołem na miejsce wydarzeń kulturalnych.

## Wyposażenie
Trzy późnobarokowe ołtarze to dzieło wiedeńskiego stolarza Marco Prodiego
Ołtarz główny, ufundowany przez cesarzową Elżbietę, wykonany w latach 1715-1716, uszkodzony na skutek pożaru w 1857, obecnie znajduje się w nim obraz wiedeńskiego malarza Hansa Canona z 1859 roku.
Ołtarze boczne z lat 1715-1716. Po prawej ołtarz z obrazem Św. Jerzy walczący ze smokiem autorstwa Martina Altomonte, po lewej obraz Elżbieta Węgierska rozdaje biednym jałmużnę dzieło Antona Schoonjansa.
W kościele zachowały się również barokowe ławki, balustrada chóru zdobiona intarsjami i kredens w zakrystii. W bocznej kaplicy znajduje się epitafium zmarłego w 1714 roku hrabiego Augusta Wildensteina, dowódcy Lublany.